# Бюзум
Бюзум (нем. Büsum) — община в Германии, в земле Шлезвиг-Гольштейн.
Старинный немецкий курортный город (в 1837 году получил официальное наименование «Североморский курорт»), известный своими традиционными праздниками — днями крабовой и рыбной ловли (август) и днями капусты (сентябрь). В городе из достопримечательностей находится порт-музей, маяк и церковь Св. Клемента, построенная в XV веке. Бюзум входит в состав района Дитмаршен. Подчиняется управлению административного округа Бюзум. Население составляет 4987 человек (на 31 декабря 2010 года). Занимает площадь 8,27 км².

## Герб
Герб: «Серебро - красный маяк Бюзума, посередине - серебристый, под фонарем - две галереи; слева от него синий креветочный корабль Büsum без парусов и сетей, который частично закрывает основание маяка и движется влево».

## Городское побратимство
- Кюлунгсборн, Мекленбург-Передняя Померания
- Камаре-сюр-Мер, Франция (с 1966 г.)

## Спорт и отдых
В Бюзуме есть пляжи с запретом выгуливания собак и без запрета. В районе Стинтек прямо разрешено купание в обнаженном виде (нудистский пляж). На главном пляже Бюзума есть бассейн приключений Piraten Meer с волновым бассейном и пляж Perlebucht. Также в городе также есть трасса для картинга под открытым небом, курс северной ходьбы, музей и несколько площадок для кемпинга.

В летние месяцы туристическая служба и независимые организаторы предлагают широкий выбор прогулок по грязи, гимнастики и велосипедные туры. Изюминкой Бюзума является спуск по грязевой отмели с музыкой, где курортная группа сопровождает путешественников по грязи. Этот обычай восходит к 1900 году.

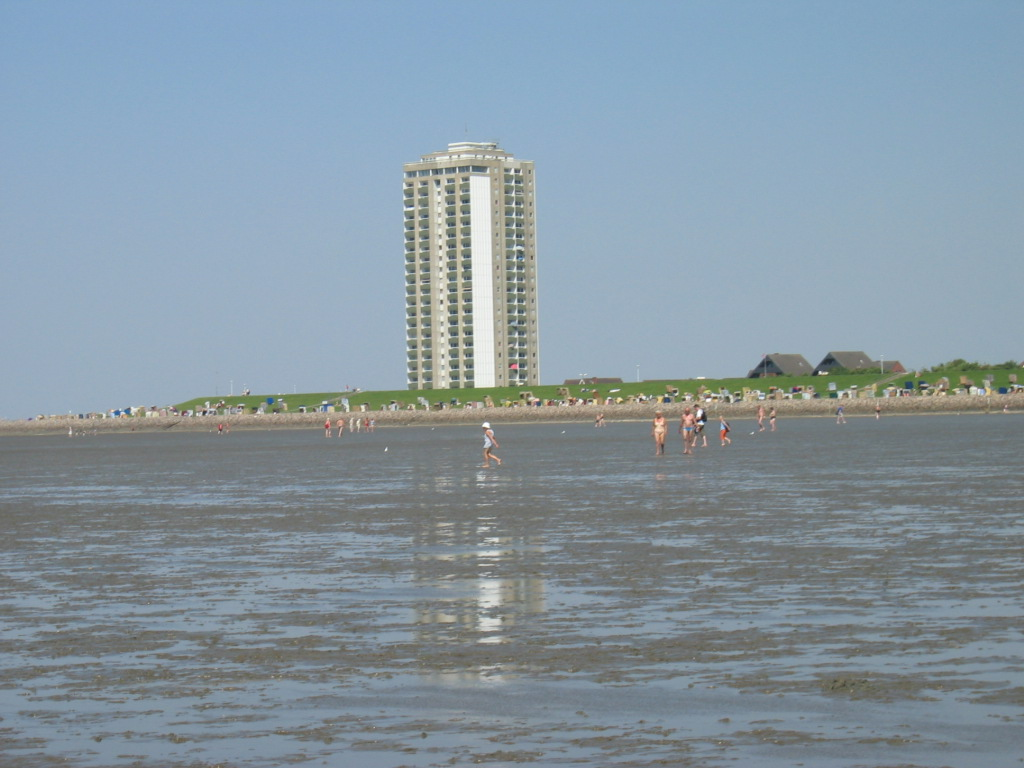
Бюзум

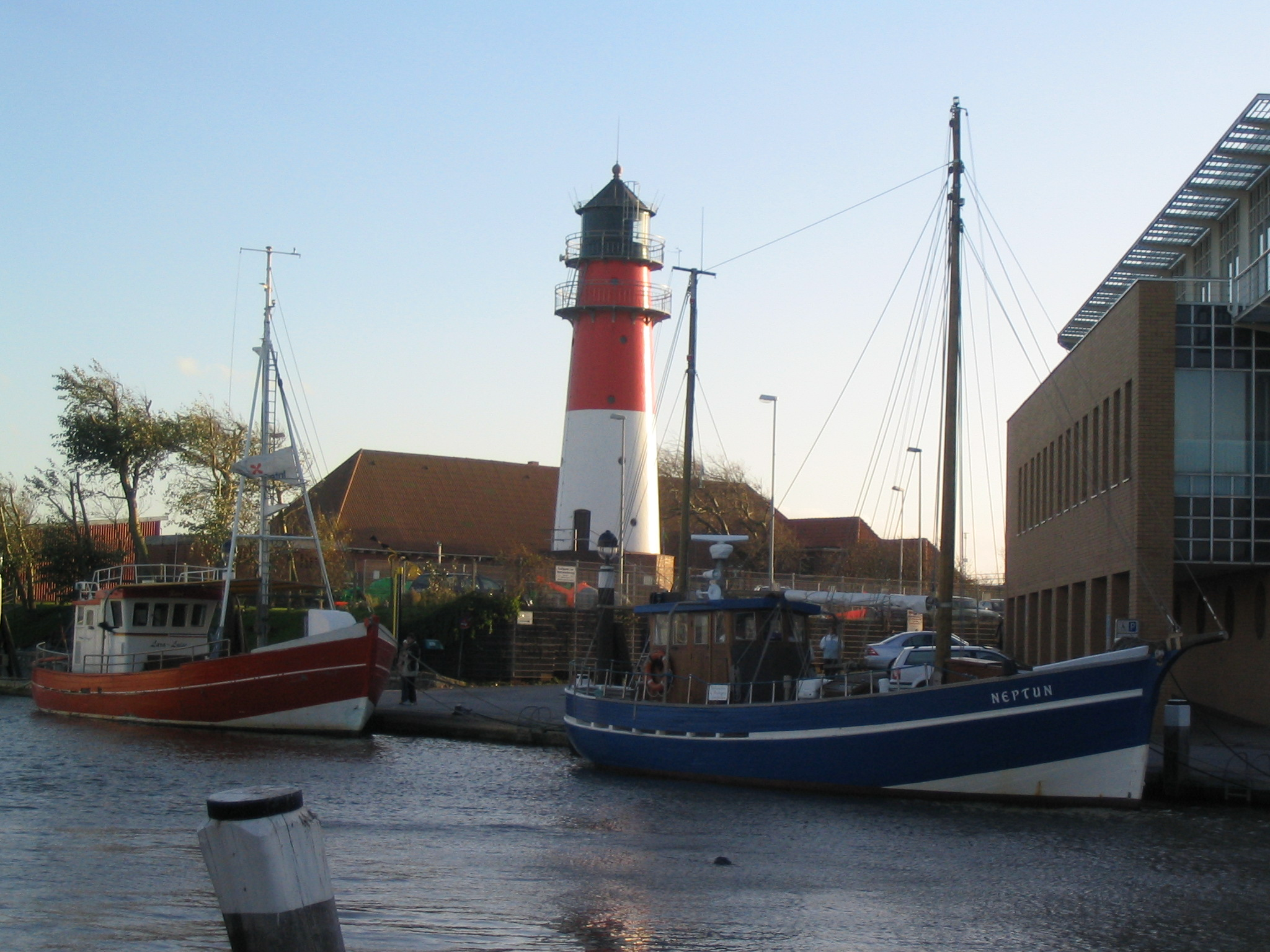
Музей

## Известные уроженцы, жители
Йохан Леченич — немецкий капо в нацистском концлагере Освенцим, сумевший совершить побег из лагеря; член партизанских отрядов Армии Крайовой; военнослужащий Армии Крайовой.